# Justus Christopher Hauswolff (1708–1773)
Justus Christopher Hauswolff, född 22 februari 1708 i Karlskrona tyska församling, Karlskrona, död 28 januari 1773 i Klara församling, Stockholm, var en svensk präst.

## Biografi
Justus Christopher Hauswolff föddes 1708 i Karlskrona. Han var son till kyrkoherden Justus Christopher Hauswolff och Margareta Clerck. Hauswolff blev 24 maj 1723 student vid Lunds universitet och 29 juli 1727 vid Greifswalds universitet. Han avlade 30 december 1729 magisterexamen vid sistnämnda universitet. Under åren 1728–1730 besökte han flera av de tyska universiteten. Hauswolff prästvigdes 22 april 1730 i Lunds domkyrka till huspredikant hos generalen Göran Silfverhielm. Han blev 6 november 1730 andre skvadronspredikant vid Livgardet till häst och 10 februari 1737 förste skvadronspredikant vid Livgardet till häst. Hauswolff blev 9 augusti 1739 regementspastor vid Livgardet till häst och 29 april 1742 hovpredikant. Han blev 10 juni 1742 assessor i Hovkonsistorium. År 1743 blev han teologie doktor vid Greifswalds universitet och blev 5 januari 1744 hovpredikant hos kronprinsen. Han blev 17 januari 1745 kyrkoherde i Riddarholmens församling, samt Bromma församling, tillträde 1 maj 1745 och blev 21 maj 1745 assessor i Stockholms konsistorium. Hauswolff blev 11 juni 1752 kyrkoherde i Klara församling, tillträdde direkt. Han avled 1773 i Klara församling och begravdes i Klara kyrka.
Hauswolff var riksdagsman vid riksdagen 1746–1747, riksdagen 1751–1752, riksdagen 1755–1756 och riksdagen 1765–1766.

### Familj
Hauswolff gifte sig 24 november 1743 i Hovförsamlingen med Dorothea Charlotta Boij (1713–1794). Hon var dotter till fältmedicus Nicolaus Boij och Anna Margareta Wetzler. De fick tillsammans barnen Anna Margareta Hauswolff (1744–1744), Dorothea Hauswolff (1745–1745), överceremonimästaren Leonard von Hauswolff (1746–1826), Margareta von Hauswolff (1747–1780) som var gift med domprosten Jonas Dubb i Linköpings församling, kanslisten Justus Christopher von Hauswolff (1749–1781) i krigsexpeditionen, Fredrika Charlotta von Hauswolff (1750–1779) och Catharina von Hauswolff (1754–1795) som var gift med kaptenen Adam Jakob von Schoting.